# Christoph Schmitz-Scholemann
Christoph Schmitz-Scholemann (* 13. September 1949 in Solingen-Ohligs als Christoph Schmitz) ist ein deutscher Jurist, Autor und Übersetzer sowie ehemaliger Richter am Bundesarbeitsgericht.

## Leben
Christoph Schmitz-Scholemann arbeitete von 1968 bis 1970 als Reporter beim Verlag Bärmeier & Nikel und studierte danach in Köln Niederländisch, Philosophie und Rechtswissenschaft. 1980 wurde er zum Richter am Arbeitsgericht Düsseldorf berufen, 2000 folgte die Ernennung zum Vorsitzenden Richter am Landesarbeitsgericht Düsseldorf. Seit August 2001 war er Richter am Bundesarbeitsgericht in Erfurt. Von Oktober 2009 bis Februar 2013 war er Pressesprecher des Bundesarbeitsgerichts. Von 2002 bis 2011 gehörte er dem 2. Senat an. Seit 2012 war er stellvertretender Vorsitzender des 10. Senats. Im Mai 2010 wurde er zum Präsidenten des Disziplinargerichtes für das Bistum Mainz ernannt.
Schmitz-Scholemann trat mit Ablauf des 30. Juni 2014 als Richter am Bundesarbeitsgericht in den Ruhestand.
Christoph Schmitz-Scholemann ist Verfasser zahlreicher juristischer und juristisch-literarischer Abhandlungen in Kommentaren und Zeitschriften, Autor von Hörfunkessays u. a. für den Deutschlandfunk, Lyriker und Übersetzer aus dem Lateinischen, Altgriechischen, Französischen und Spanischen. 1999 erschien sein Lyrikband „Der Zustand L.“, 2005 eine Übersetzung ausgewählter Briefe des Horaz unter dem Titel „Cum ridere voles – Wenn Du Lust hast zu lachen, komm zu Besuch“. Das vergriffene Buch ist im Mai 2020 in überarbeiteter Form und mit einem Vorwort „Lebensschrift“ von Uwe Tellkamp unter dem Titel „Und zum Glück fehlt mir nichts: nur Du“ im Elsinor-Verlag (Coesfeld) erschienen.
Von 2008 bis 2012 war Christoph Schmitz-Scholemann Vorsitzender der Literarischen Gesellschaft Thüringen e. V. (LGT). Von 2012 bis Juni 2020 war er einer von zwei Vorsitzenden des Thüringer Literaturrats e. V. Er ist Mitglied des PEN-Zentrums Deutschland und seit 2012 im Kuratorium der Deutschen Schillerstiftung von 1859. Seit 2022 ist er Beirat im Institut für Weltanschauungsrecht (ifw). Er ist seit 2025 Mitglied der dreiköpfigen Jury für die Vergabe des mit 12.000,00 Euro dotierten Thüringer Literaturpreises.
Christoph Schmitz-Scholemann lebt in Weimar. Er ist verheiratet mit der ehemaligen Richterin am Bundesarbeitsgericht Ulrike Brune und hat fünf Kinder.

## Auszeichnungen
- 1996: Essaypreis der Deutschen Akademie für Sprache und Dichtung[7]

## Veröffentlichungen
Schmitz-Scholemann ist Autor von über 50 Folgen der täglichen Hörfunksendung des Kalenderblatts von Deutschlandfunk und Deutschlandfunk Kultur.

### Bücher
- mit Egon Menz und Sybil Wagener: Hilft das Fernsehen der Literatur?: Antworten auf die Preisfrage der Deutschen Akademie für Sprache und Dichtung vom Jahr 1996. Wallstein-Verlag, Göttingen 1997, ISBN 3-89244-253-3.
- Der Zustand L.:  Gedichte und Übersetzungen. PeePunkt, Havixbeck 1999, ISBN 3-9806043-6-5.
- mit Walter Sachs: Liebhaber Eier Wort Salat. Gedichte. burgart-presse Jens Henkel, Rudolstadt 2017, ISBN 978-3-945897-04-1.
- Blumen vor Gericht. Essays zu Liebe, Recht und Literatur. Elsinor-Verlag, Coesfeld 2022, ISBN 978-3-942788-62-5.

### Übersetzungen
- Und zum Glück fehlt mir nichts: nur Du. Die Briefe des Horaz mit einem Vorwort „Lebensschrift“ von Uwe Tellkamp. Elsinor-Verlag, Coesfeld 2020, ISBN 978-3-942788-51-9.
- Den Toten bewachen - Garder le Mort. Gedichte von Jean-Louis Giovannoni mit einem Nachwort von Éric Vuillard. Deutsch von Paula Scholemann und Christoph Schmitz-Scholemann. Elsinor-Verlag, Coesfeld 2021, ISBN 978-3-942788-57-1.
- Die Odyssee des Homer. Aus dem Griechischen neu ins Deutsche übertragen von Christoph Schmitz-Scholemann, mit einem Vorwort des Autors und einer Kurzfassung der 24 Gesänge, Elsinor-Verlag, Coesfeld 2023, ISBN 978-3-942788-75-5.

### Herausgaben
- mit Jens Kirsten (Hrsg.): Vom Geist der Stunde. Vordenker und Wegbereiter. Die Revolution in Deutschlands Mitte 1989. Weimarer Verlagsgesellschaft, Weimar 2015, ISBN 978-3-7374-0234-7.
- mit Jens Kirsten (Hrsg.): Thüringer Anthologie – Eine poetische Reise. Weimarer Verlagsgesellschaft in der Verlagshaus Römerweg GmbH, Wiesbaden 2018, ISBN 978-3-7374-0271-2.
- mit Britta Lange und Martin Roeber (Hrsg.): Verbrechen und Sprache. Tagung im Nordkolleg Rendsburg vom 13. bis 15. September 2019, hg. , Christoph Schmitz-Scholemann, De Gruyter, Berlin 2021, ISBN 978-3-11-074415-6.
- mit Jens Kirsten (Hrsg.): Der Weg entsteht im Gehen. Literarische Texte aus 100 Jahren Thüringen. Weimarer Verlagsgesellschaft in der Verlagshaus Römerweg GmbH, Wiesbaden 2020, ISBN 978-3-7374-0282-8.
- mit Britta Lange und Martin Roeber (Hrsg.): Literatur, Recht und Kunst. Tagung im Nordkolleg Rendsburg vom 17.-19. September 2021. De Gruyter, Berlin 2023, ISBN 978-3-11-129333-2.
- mit Wolfgang Haak und Michael Knoche (Hrsg.): Unterwegs mit Wulf Kirsten. Eine Freundesgabe. Elsinor-Verlag, Coesfeld 2023, ISBN 978-3-939483-74-8.